# Arrondissement di Angers
L'arrondissement di Angers è un arrondissement dipartimentale della Francia situato nel dipartimento del Maine e Loira, nella regione dei Paesi della Loira.

## Composizione
L'arrondissement è composto da 112 comuni raggruppati in 17 cantoni:
- cantone di Angers-Centre
- cantone di Angers-Est
- cantone di Angers-Nord
- cantone di Angers-Nord-Est
- cantone di Angers-Nord-Ouest
- cantone di Angers-Ovest
- cantone di Angers-Sud
- cantone di Angers-Trélazé
- cantone di Beaufort-en-Vallée
- cantone di Chalonnes-sur-Loire
- cantone di Durtal
- cantone di Le Louroux-Béconnais
- cantone di Les Ponts-de-Cé
- cantone di Saint-Georges-sur-Loire
- cantone di Seiches-sur-le-Loir
- cantone di Thouarcé
- cantone di Tiercé